# SN 2008ez
SN 2008ez – supernowa typu Ia odkryta 18 sierpnia 2008 roku w galaktyce NGC 5222. W momencie odkrycia miała maksymalną jasność 17,20m.